# Pont circulaire
Ne doit pas être confondu avec Pont en spirale.

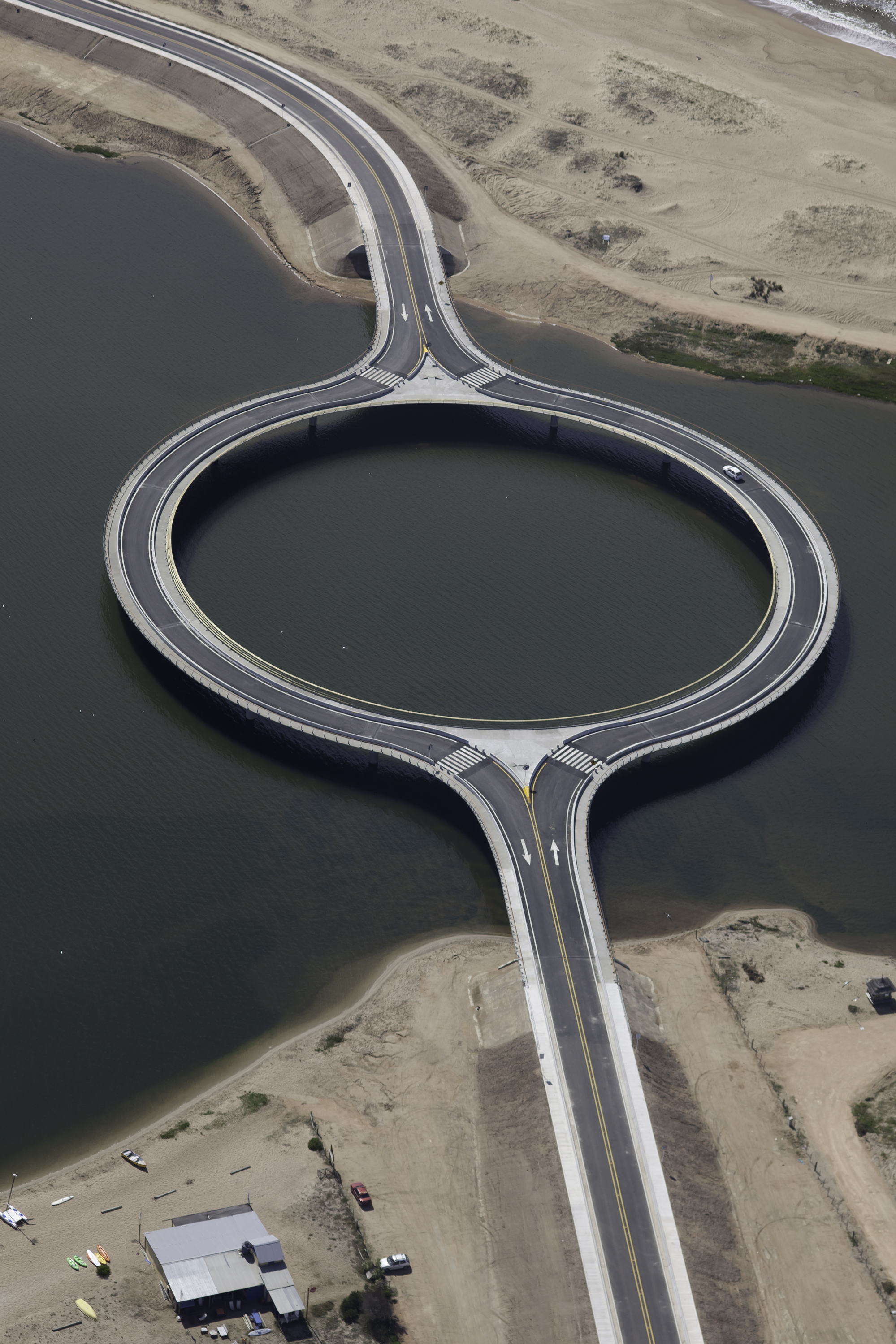
Pont de la lagune Garzón, Garzón, Uruguay.

Un pont circulaire est un pont dont le tablier forme une boucle sur lui-même, pouvant permettre, suivant sa configuration, à un utilisateur de revenir à son point de départ.
La plupart des ponts de ce type sont des passerelles piétonnes ou cyclistes, remplissant le rôle de ronds-points au-dessus de voies automobiles.

## Exemples
- Ponts routiers :
  - Pont de la lagune Garzón, Garzón, Uruguay (2015 ; de forme circulaire, il ne permet qu'aux piétons de revenir à leur point de départ. Les véhicules ne peuvent pas passer d'une voie à l'autre)

- Ponts cyclistes :
  - Tjensvollkrysset, Stavanger, Norvège (2010[1])
  - Hovenring (en), Eindhoven, Pays-Bas (2012)

- Ponts piétons :
  - Passerelle, Yee Wo Street (en), Hong Kong, Chine
  - Passerelle, Lujiazui, Shanghai, Chine (2011[2],[3])
  - Passerelle, Nanshan, Shenzhen, Chine
  - Den Uendelige Bro, Aarhus, Danemark (2015 ; structure temporaire pour le festival Sculpture by the Sea (en)[4])
  - Pont de l'amitié, barrage d'Hiyoshi (ja), Nantan, Japon
  - Passerelle, Sapporo, Japon
  - Passerelle, Luchtsingel, Rotterdam, Pays-Bas (2015[5])
  - Passerelle, intesection de l'aleja Józefa Piłsudskiego et de Grunwaldzka, Rzeszów, Pologne (2012[6])
  - Ponte pedonal circular (pt), Aveiro, Portugal (2006[7])

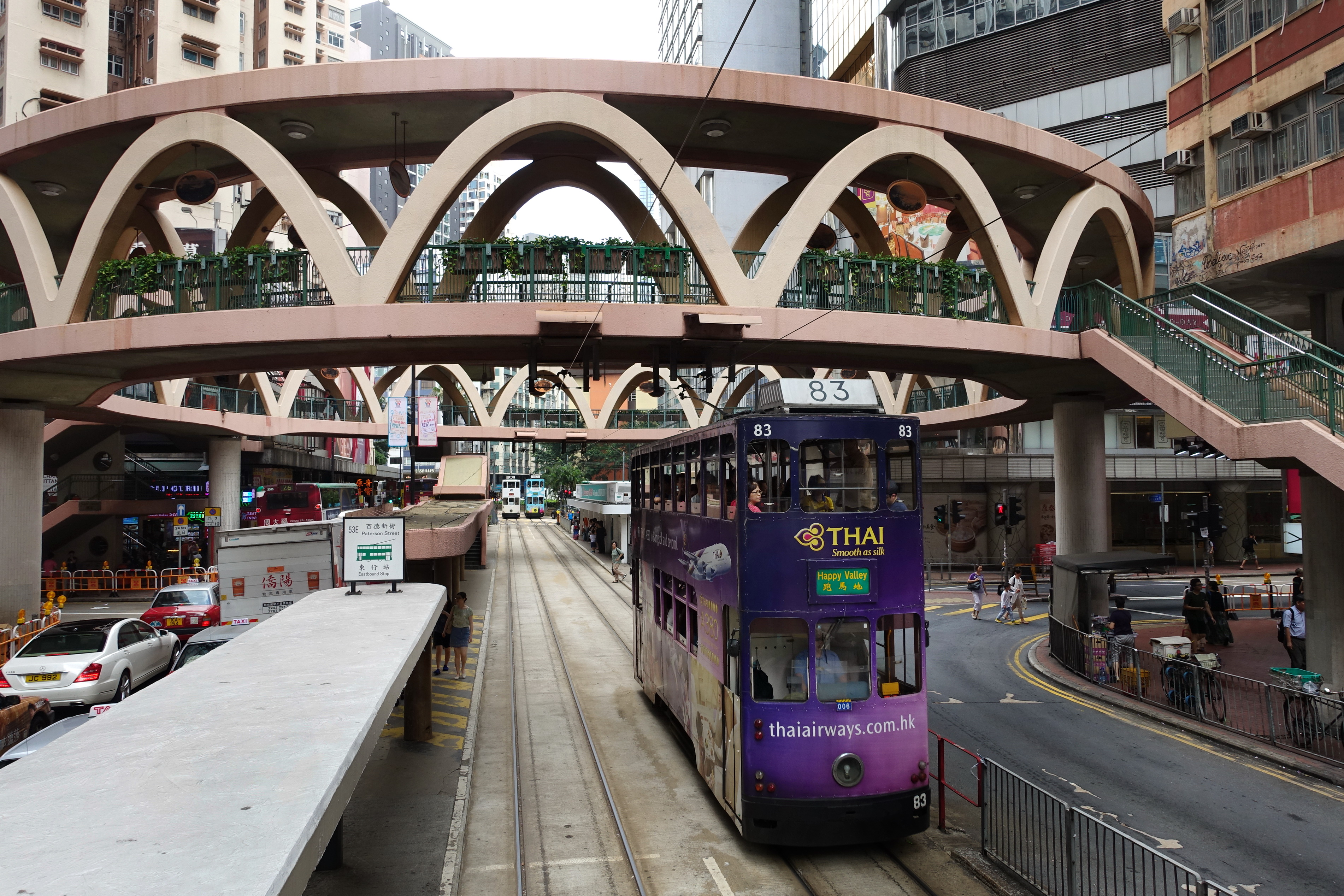
Yee Wo Street, Hong Kong, Chine.
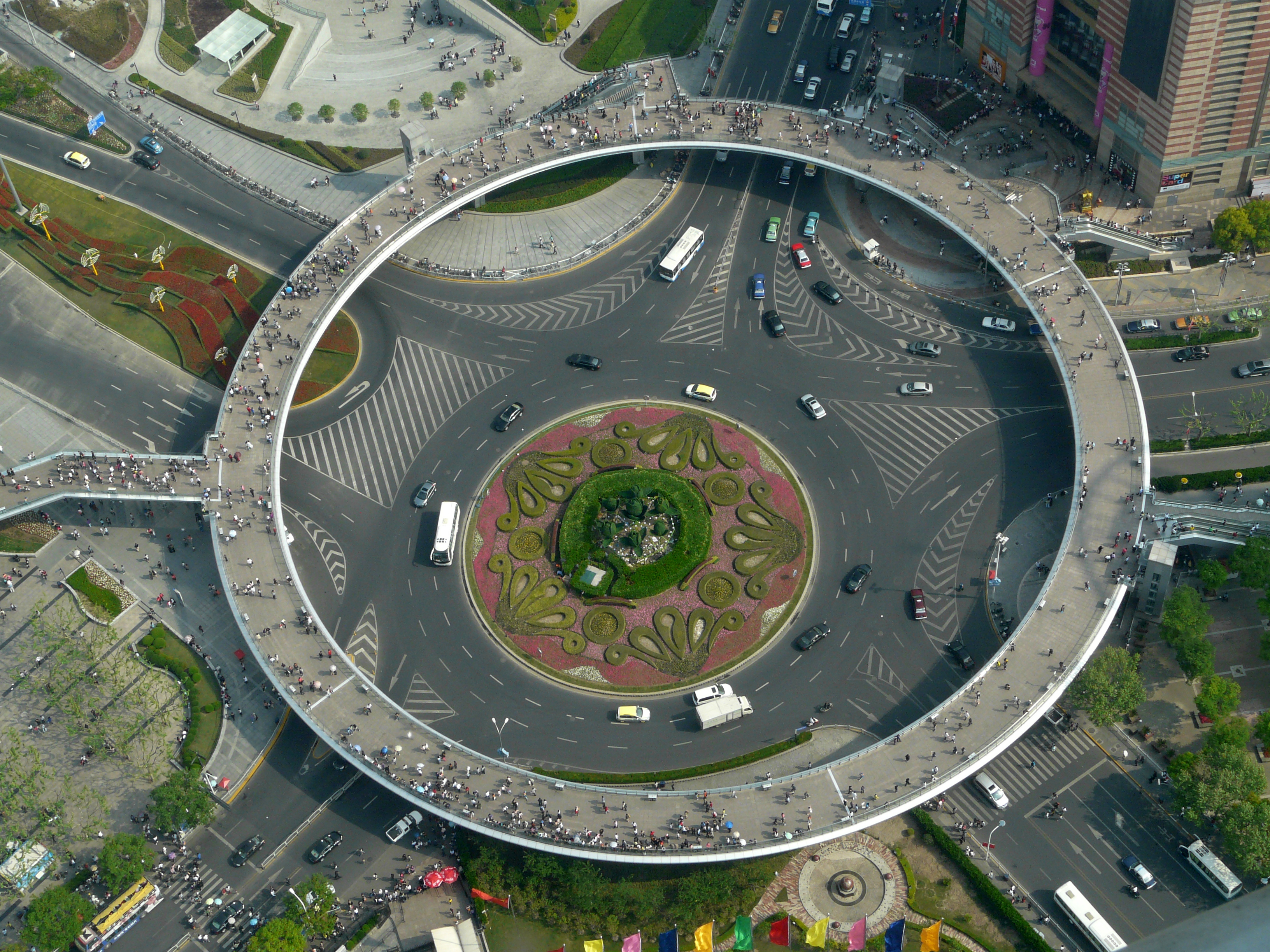
Lujiazui, Shanghai, Chine.
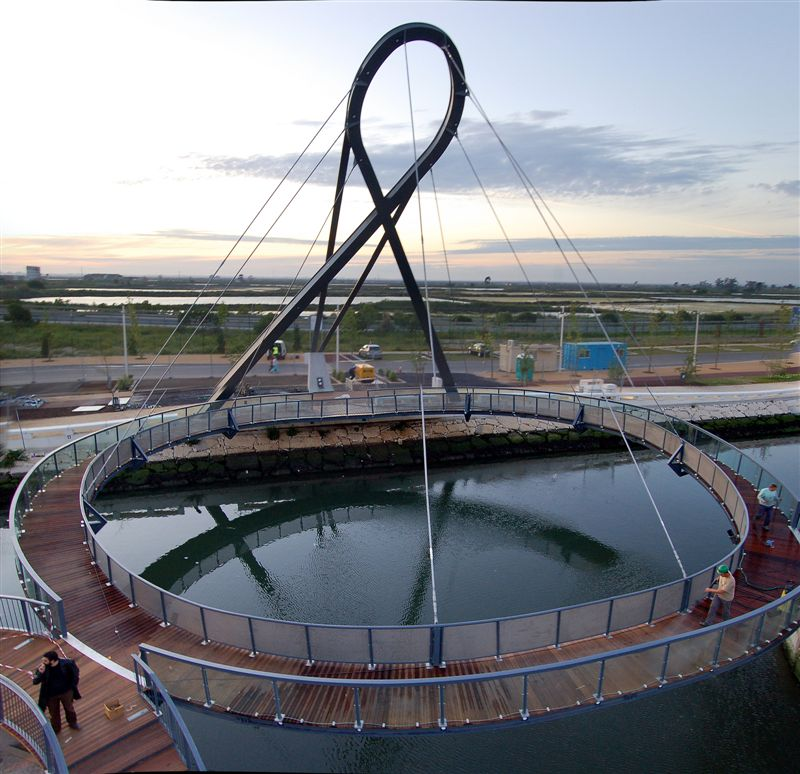
Ponte pedonal circular (pt), Aveiro, Portugal.